# 直叶金发石杉
直叶金发石杉（学名：Huperzia quasipolytrichoides var. rectifolia）为石杉科石杉屬下的一个变种。

## 扩展阅读
- 維基物種上的相關：直叶金发石杉